# Amasonia
Amasonia L.f. é um gênero botânico da família Lamiaceae, subfamília Teucrioideae.

## Sinonímia
- Taligalea Aubl. (1775).
- Diphystema Neck. (1790).
- Amasonia calycina Hook.f. (1887).
- Amasonia campestris (Aubl.) Moldenke (1934).
- Amasonia hirta Benth. (1839).
- Amasonia obovata Gleason (1931).